# Palmarès dell'Association Sportive de Monaco Football Club
Il Monaco è una delle squadre di calcio più titolate di Francia. Il club monegasco ha vinto il campionato francese per 7 volte (quarta in Francia a pari merito con il Lione). I monegaschi hanno vinto la Coppa di Francia per 5 volte (quinta in Francia a pari merito con il Lione, lo Red Star ed il RC Parigi), una Coppa Charles Drago ed una Coupe de la Ligue.
Il Monaco è stata scelta Squadra mondiale del mese (en. The World's Club Team for the Month) a settembre ed a novembre del 2003 dall'Istituto Internazionale di Storia e Statistica del Calcio.

## Prima squadra

### Titoli ufficiali
22 trofei

#### Titoli nazionali
19 trofei
|  | Titolo/i               | Anno/i                                                                                 | Seconda classificata                                             |
|  | ---------------------- | -------------------------------------------------------------------------------------- | ---------------------------------------------------------------- |
|  | Ligue 1: 8             | 1960-1961; 1962-1963; 1977-1978; 1981-1982; 1987-1988; 1996-1997; 1999-2000; 2016-2017 | 1963-1964, 1983-1984, 1990-1991, 1991-1992, 2002-2003, 2013-2014 |
|  | Ligue 2: 1             | 2012-2013                                                                              | 1952-1953, 1970-1971, 1976-1977                                  |
|  | Coupe de France: 5     | 1959-1960; 1962-1963; 1979-1980; 1984-1985; 1990-1991                                  | 1973-1974, 1983-1984, 1988-1989, 2009-2010                       |
|  | Coupe de la Ligue: 1   | 2002-2003                                                                              | 2000-2001                                                        |
|  | Supercoppa francese: 4 | 1961; 1985; 1997; 2000                                                                 | 1960                                                             |

#### Titoli internazionali
3 trofei
|  | Titolo/i                                 | Anno/i           | Seconda classificata |
|  | ---------------------------------------- | ---------------- | -------------------- |
|  | Coppa dei Campioni / Champions League: 0 |                  | 2003-2004            |
|  | Coppa UEFA / Europa League: 0            |                  | 1991-1992            |
|  | Coppa delle Alpi: 3                      | 1979, 1983, 1984 | 1985                 |

### Titoli non ufficiali
- Torneo di Cannes: 1 (1960)
- Trofeo Teresa Herrera: 1 (1963)
- Torneo internazionale di Cannes: 1 (1964)
- Coupe internationale « Télé-Magazine »: 1 (1967)
- Torneo internazionale di Bellinzona: 1 (1981)
- Coppa Mohamed V: 1 (1988)
- Mémorial Cecchi Ghori: 1 (1997)
- Torneo Club Europe: 2 (2000; 2001)
- Torneo di Mönchengladbach: 1 (2004)
- Sud Tirol Cup: 1 (2006)
- Trofeo de la Cerámica: 1 (2006)
- Trophée de la cité de Messine: 1 (2009)
- Copa EuroAmericana: 1 (2014)[2]

#### Altri piazzamenti
- Campionato francese:

Secondo posto: 1963-1964, 1983-1984, 1990-1991, 1991-1992, 2002-2003, 2013-2014, 2017-2018, 2023-2024
Terzo posto: 1955-1956, 1984-1985, 1988-1989, 1989-1990, 1992-1993, 1995-1996, 1997-1998, 2003-2004, 2004-2005, 2014-2015, 2015-2016, 2020-2021, 2021-2022, 2024-2025
- Campionato francese di seconda divisione:

Secondo posto: 1952-1953, 1970-1971, 1972-1973 (girone B), 1974-1975, 1976-1977
- Coppa di Francia:

Finalista: 1973-1974, 1983-1984, 1988-1989, 1991-1992, 2009-2010, 2020-2021
Semifinalista: 1957-1958, 2013-2014, 2016-2017, 2021-2022
- Coppa di Lega francese:

Finalista: 2000-2001, 2016-2017, 2017-2018
Semifinalista: 1996-1997, 2004-2005, 2005-2006, 2014-2015, 2018-2019
- Supercoppa francese:

Finalista: 1960, 2017, 2018, 2024
- Coppa Charles Drago:

Semifinalista: 1962
- UEFA Champions League:

Finalista: 2003-2004
Semifinalista: 1993-1994, 1997-1998, 2016-2017
- Coppa delle Coppe:

Finalista: 1991-1992
Semifinalista: 1989-1990
- Coppa UEFA:

Semifinalista: 1996-1997
- Coppa delle Alpi:

Finalista: 1985

## Seconda squadra (squadra riserva)
- Championnat de France amateur: 3 (1961; 1964; 2008)
- Coppa Gambardella: 3 (1963; 1972; 2011)
- Championnat National: 3 (1980; 1987; 1988)
- Championnat de France de France (U19): 1 (2013)

## Premi e riconoscimenti
- Nominata Squadra mondiale del mese IFFHS dall'Istituto Internazionale di Storia e Statistica del Calcio: 2[3]

settembre 2003 e novembre 2003